# Boxweltmeisterschaften 2007
Die Amateur-Boxweltmeisterschaften 2007 fanden in der Zeit vom 23. Oktober 2007 bis zum 3. November 2007 im UIC Pavilion in Chicago statt. Es waren die größten Weltmeisterschaften in der Geschichte der AIBA. Die Weltmeisterschaften waren zuerst in Moskau geplant, aber nach Finanzierungsengpässen kurzfristig nach Chicago vergeben worden.
693 Athleten aus 121 Staaten nahmen bei den Weltmeisterschaften teil.

## Medaillengewinner
| Klasse                              | Gold                                 | Silber                         | Bronze                                                          |
| ----------------------------------- | ------------------------------------ | ------------------------------ | --------------------------------------------------------------- |
| Halbfliegengewicht (– 48 Kilogramm) | Zhou Shiming Volksrepublik China     | Harry Tañamor Philippinen      | Amnat Ruenroeng Thailand Nordine Oubaali Frankreich             |
| Fliegengewicht (– 51 Kilogramm)     | Rau’Shee Warren Vereinigte Staaten   | Somjit Jongjohor Thailand      | Vincenzo Picardi Italien Samir Məmmədov Aserbaidschan           |
| Bantamgewicht (– 54 Kilogramm)      | Sergei Wodopjanow Russland           | Enchbatyn Badar-Uugan Mongolei | McJoe Arroyo Puerto Rico Joseph Murray Vereinigtes Königreich   |
| Federgewicht (– 57 Kilogramm)       | Albert Selimow Russland              | Wassyl Lomatschenko Ukraine    | Yakup Kılıç Türkei Li Yang Volksrepublik China                  |
| Leichtgewicht (– 60 Kilogramm)      | Frankie Gavin Vereinigtes Königreich | Domenico Valentino Italien     | Alexei Tischtschenko Russland Kim Song-guk Nordkorea            |
| Halbweltergewicht (– 64 Kilogramm)  | Serik Säpijew Kasachstan             | Gennadi Kowaljow Russland      | Masatsugu Kawachi Japan Bradley Saunders Vereinigtes Königreich |
| Weltergewicht (– 69 Kilogramm)      | Demetrius Andrade Vereinigte Staaten | Non Boonjumnong Thailand       | Adem Kılıççı Türkei Qanat Ïsläm Volksrepublik China             |
| Mittelgewicht (– 75 Kilogramm)      | Matwei Korobow Russland              | Alfonso Blanco Venezuela       | Baqtijar Artajew Kasachstan Serhij Derewjantschenko Ukraine     |
| Halbschwergewicht (– 81 Kilogramm)  | Abbos Atoyev Usbekistan              | Artur Beterbijew Russland      | Daugirdas Šemiotas Litauen Jerkebulan Schynalijew Kasachstan    |
| Schwergewicht (– 91 Kilogramm)      | Clemente Russo Italien               | Rachim Tschakchijew Russland   | John M’Bumba Frankreich Yushan Nijiati Volksrepublik China      |
| Superschwergewicht (+ 91 Kilogramm) | Roberto Cammarelle Italien           | Wjatscheslaw Hlaskow Ukraine   | Zhang Zhilei Volksrepublik China Islam Timursijew Russland      |

## Medaillenspiegel
| Platz | Nation              | Gold | Silber | Bronze | Gesamt |
| ----- | ------------------- | ---- | ------ | ------ | ------ |
| 1     | Russland            | 3    | 3      | 2      | (8)    |
| 2     | Italien             | 2    | 1      | 1      | (4)    |
| 3     | Vereinigte Staaten  | 2    | 0      | 0      | (2)    |
| 4     | Volksrepublik China | 1    | 0      | 4      | (5)    |
| 5     | England             | 1    | 0      | 2      | (3)    |
| 5     | Kasachstan          | 1    | 0      | 2      | (3)    |
| 7     | Usbekistan          | 1    | 0      | 0      | (1)    |
| 8     | Thailand            | 0    | 2      | 1      | (3)    |
| 8     | Ukraine             | 0    | 2      | 1      | (3)    |
| 10    | Philippinen         | 0    | 1      | 0      | (1)    |
| 10    | Mongolei            | 0    | 1      | 0      | (1)    |
| 10    | Venezuela           | 0    | 1      | 0      | (1)    |
| 12    | Türkei              | 0    | 0      | 2      | (2)    |
| 12    | Frankreich          | 0    | 0      | 2      | (2)    |
| 14    | Aserbaidschan       | 0    | 0      | 1      | (1)    |
| 14    | Puerto Rico         | 0    | 0      | 1      | (1)    |
| 14    | Nordkorea           | 0    | 0      | 1      | (1)    |
| 14    | Japan               | 0    | 0      | 1      | (1)    |
| 14    | Litauen             | 0    | 0      | 1      | (1)    |
|       | TOTAL               | 11   | 11     | 22     | (44)   |